# Вілар-Сен-Круа
Вілар-Сен-Круа (фр. Villars-Sainte-Croix) — громада  в Швейцарії в кантоні Во, округ Лозанна-Захід.

## Географія
Громада розташована на відстані близько 80 км на південний захід від Берна, 7 км на північний захід від Лозанни.
Вілар-Сен-Круа має площу 1,7 км², з яких на 37,6% дозволяється будівництво (житлове та будівництво доріг), 53,3% використовуються в сільськогосподарських цілях, 9,1% зайнято лісами, 0% не є продуктивними (річки, льодовики або гори).

## Демографія
2019 року в громаді мешкало 970 осіб (+43,5% порівняно з 2010 роком), іноземців було 26,7%. Густота населення становила 588 осіб/км².
За віковим діапазоном населення розподілялося таким чином: 20,4% — особи молодші 20 років, 63,6% — особи у віці 20—64 років, 16% — особи у віці 65 років та старші. Було 376 помешкань (у середньому 2,6 особи в помешканні).
Із загальної кількості 1227 працюючих 6 було зайнятих в первинному секторі, 538 — в обробній промисловості, 683 — в галузі послуг.